# Nemoria integra
Nemoria integra är en fjärilsart som beskrevs av W. Warren 1897. Nemoria integra ingår i släktet Nemoria och familjen mätare. Inga underarter finns listade i Catalogue of Life.